# Țara Israel

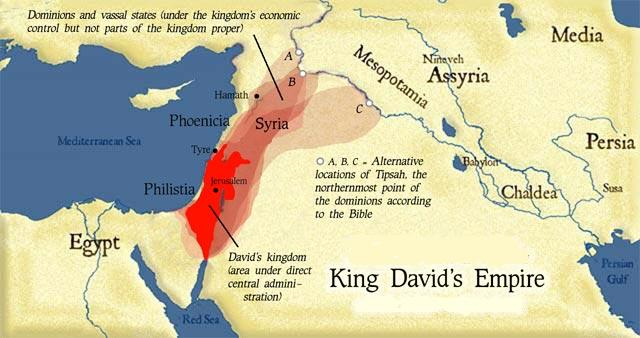
Regatul de pe vremea lui David (stacojiu) și teritoriile vasale lui, economic, așa cum precizează Biblia (roz).

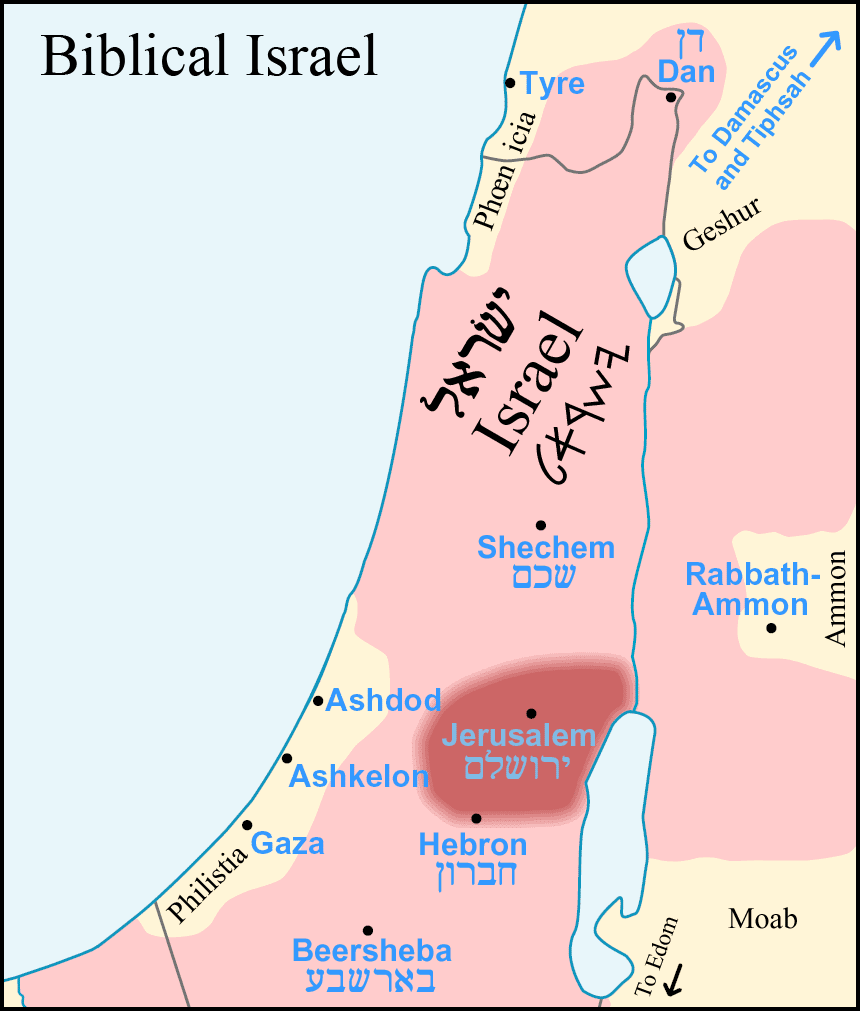
Israelul biblic. Avem Iudeea (nucleul, cu tot cu Ierusalimul) în stacojiu și Țara lui Israel în roz. Denumirile sunt redate în engleză și ebraică

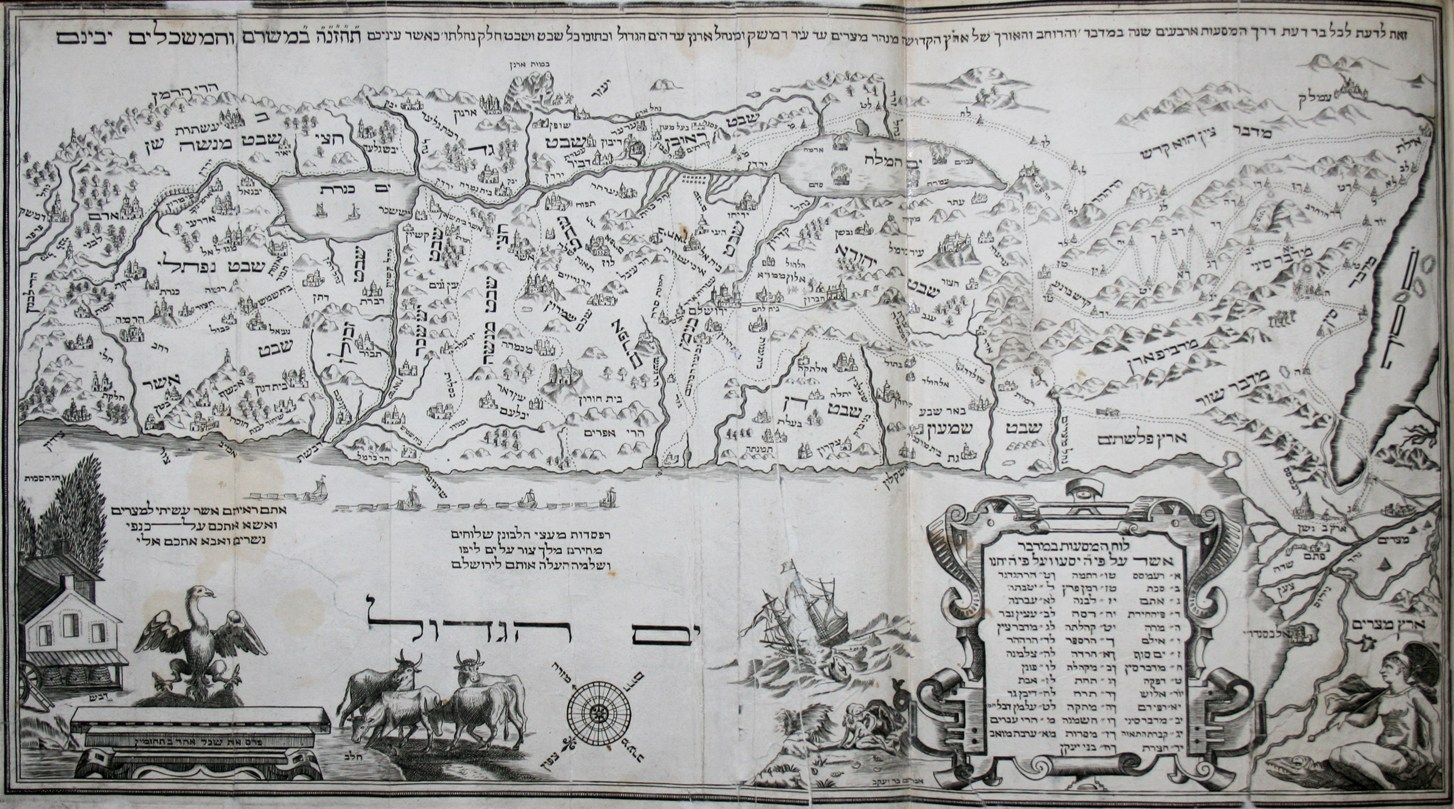
Ereț Israel. Hartă ilustrativă din Haggada-ul din Amsterdam (1695).

Țara Israel, cunoscută și ca Țara lui Israel (conform originalului din ebraică: Ereț Israel, ארץ ישראל) este numele ebraic antic al țării locuite de evrei înaintea exilului lor babilonic, apoi cel roman. După exilarea multor evrei din populația Țării Israel, romanii, pe atunci cuceritorii Țării Israel, au schimbat numele acesteia, dorind să se piardă semnificația independenței evreiești. Romanii au dat teritoriului Ereț Israel numele de Palestina, în amintirea unui popor antic înrudit probabil cu grecii, filistenii (פלישתים), popor care populase în trecut o bună parte din țărmul mediteranean al Țării Israel, a construit cinci orașe și s-a aflat în conflicte armate cu evreii timp îndelungat. În cele din urmă, filistenii au fost învinși de evrei și au dispărut din istorie ca entitate etnică și lingvistică distinctă. Monarhia evreiască din Țara Israel s-a scindat în două, Regatul Iuda (ebr. Yehuda) și Regatul Israel. Conform lui William G. Dever, un arheolog mainstream dar foarte conservator, în secolul al X-lea î.Hr. Regatul Iuda era „un stat aflat într-un stadiu timpuriu și rudimentar”, care „nu a fost bine consolidat până în secolul al IX-lea î.Hr.”, iar Regatul Israel a avut o dezvoltare separată în secolul al IX-lea î.Hr.
După răscoala macabeilor, regatul unit evreiesc independent, cunoscut ca regatul Iudeei (Yehuda), s-a restabilit vreme de un secol, între 165 î.H. până la cucerirea de către romani și instituirea regimului prefecților romani (ulterior denumiți procuratori) și redivizarea țării în 6 d.H. Numele statului modern Israel reprezintă reluarea numelui antic, care corespunde și cu una din principalele denumiri ale evreilor – Fiii lui Israel (Bney Israel) sau Poporul Israel (Am Israel)